# Agaradahalli, Bhadravati
Agaradahalli là một làng thuộc tehsil Bhadravati, huyện Shimoga, bang Karnataka, Ấn Độ.